# Чернобай Анжела Анатоліївна
Анжела Анатоліївна Чернобай (нар. 8 вересня 1971) — українська футболістка, воротар. Зараз працює адміністратором команди у «Житлобуді-1».

## Життєпис
Футбольну кар'єру розпочала в 1992 році. Учасниця першого розіграшу жіночого чемпіонату України (у складі запорізького «Борисфена»). Наступного року перейшла до іншого запорізького клубу — «Іскра». У команді відіграла три сезони, а в 1996 році захищала кольори макіївської «Сталі-Ніки-ММК». З 1997 по 1999 рік грала в донецькій «Дончанці-Варні».
У 2003 році переїздить до Харкова, де підписує контракт з місцевим «Арсеналом». Виступає в команді протягом трьох сезонів. У 2006 році переходить до новоствореного «Житлобуду-1». Дебютувала у футболці харків'янок 4 червня 2006 року в переможному (1:0) виїзному поєдинку 6-о туру чемпіонату України проти калуського «Нафтохіміка». Анжела вийшла на поле в стартовому складі та відіграла увесь матч. У команді відіграла 5 сезонів (38 матчів), в останні роки кар'єри на поле виходила рідко, тому по завершенні сезону 2010 року завершила кар'єру гравчині.